# 岐阜県立岐阜希望が丘特別支援学校

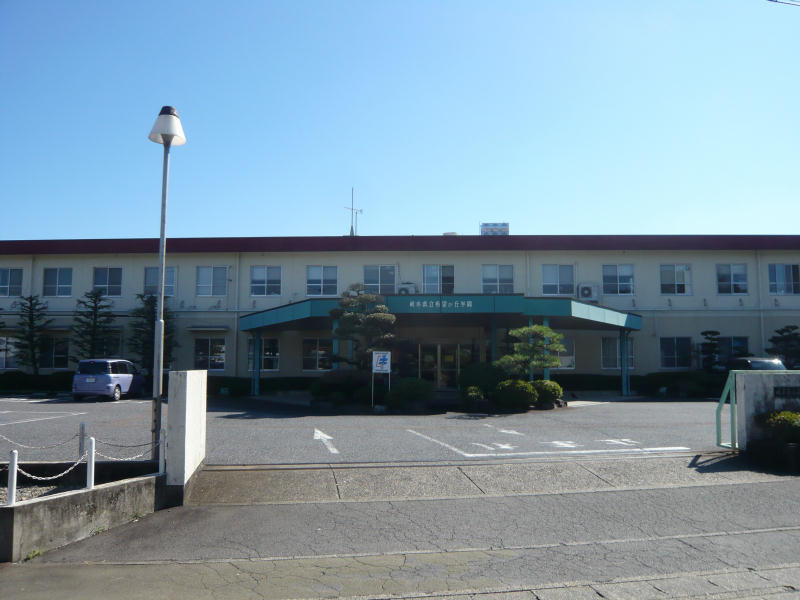
岐阜市鷺山向井2563-57の旧校舎

岐阜県立岐阜希望が丘特別支援学校（ぎふけんりつ ぎふきぼうがおかとくべつしえんがっこう）は、岐阜県岐阜市にある特別支援学校。肢体不自由児を受け入れている。

## 概要
- 隣接する岐阜県立希望が丘こども医療福祉センター（医療型障害児入所施設及び医療機関）への入所、及び通院を必要としている児童、生徒が多くを占める。

## 学部
- 小学部
- 中学部
- 高等部

## 沿革
- 1957年（昭和32年）8月1日 - 岐阜県立整肢学園が益田郡下呂町（現：下呂市）に創設され、下呂町立下呂小学校、下呂町立下呂中学校の分教室として開校[1]。
- 1974年（昭和49年）5月1日 - 整肢学園が岐阜市鷺山向井に移転、岐阜市立早田小学校、岐阜市立伊奈波中学校の養護学級として発足。
- 1979年（昭和54年）4月1日 - 岐阜県立岐阜希望が丘養護学校が開校、小学部・中学部を設置。
- 2007年（平成19年）4月1日 - 岐阜県立岐阜希望が丘特別支援学校と改称。
- 2015年（平成27年）9月1日 - 伊奈波中学校跡地に新築移転。
- 2016年（平成28年）4月1日 - 高等部開設。
- 2019年（令和元年）5月30日 - 体育館（岐阜県福祉友愛アリーナに併設）が竣工。

## アクセス
- 岐阜バス 「希望が丘こども医療福祉センター前」より徒歩2分
- 岐阜バス 「岐阜メモリアルセンター正門前」より徒歩10分
- 岐阜バス 「早田本郷」より徒歩10分

## ぎふ清流福祉エリア
岐阜県は鷺山、早田地区周辺を「ぎふ清流福祉エリア」と名付け、福祉、医療、教育、文化芸術、スポーツ及び就労支援が一体となった県の障がい者支援の拠点として施設の整備を行った。以下の10施設が該当する。
- 岐阜県立希望が丘こども医療福祉センター
- 岐阜県立岐阜希望が丘特別支援学校
- 岐阜県障がい者総合相談センター
- 岐阜県福祉友愛アリーナ
- 岐阜県福祉友愛プール
- 中央子ども相談センター
- 岐阜県福祉事業団清流園
- ぎふ清流文化プラザ
- 岐阜県障がい者総合就労支援センター
- ぎふ木遊館